# ويلينغ
ويلينغ (فيرجينيا الغربية) (بالإنجليزية: Wheeling, West Virginia) هي مدينة تقع في الولايات المتحدة في فيرجينيا الغربية. يقدر عدد سكانها بـ 28,486 نسمة ومساحتها 41.47 كم2 وترتفع عن سطح البحر 209-396 متر.

## التركيبة السكانية
قام مكتب تعداد الولايات المتحدة بتحديد بيانات التركيبة السكانية لويلينغفي تعداد الولايات المتحدة. في ما يلي، التركيبة السكانية حسب تعدادي 2000 و2010.

### تعداد عام 2000
بلغ عدد سكان ويلينغ 31,419 نسمة بحسب تعداد عام 2000، وبلغ عدد الأسر 13,719 أسرة وعدد العائلات 7,806 عائلة مقيمة في المدينة. في حين سجلت الكثافة السكانية 2,258.4 نسمة لكل ميل مربع (872.0/كم2). وبلغ عدد الوحدات السكنية 15,706 وحدة بمتوسط كثافة قدره 1,128.9 نسمة لكل ميل مربع (435.9/كم2).
وتوزع التركيب العرقي للمدينة بنسبة 92.72% من البيض و 0.10% من الأمريكيين الأصليين و 0.91% من الأمريكيين ذوي الأصول الآسيوية و 0.03% من سكان جزر المحيط الهادئ و 4.99% من الأمريكيين الأفارقة و 1.09% من عرقين مختلطين أو أكثر.
بلغ عدد الأسر 13,719 أسرة كانت نسبة 23.4% منها لديها أطفال تحت سن الثامنة عشر تعيش معهم، وبلغت نسبة الأزواج القاطنين مع بعضهم البعض 41.8% من أصل المجموع الكلي للأسر، ونسبة 12.2% من الأسر كان لديها معيلات من الإناث دون وجود شريك، وكانت نسبة 43.1% من غير العائلات. تألفت نسبة 38.3% من أصل جميع الأسر من أفراد ونسبة 18.6% كانوا يعيش معهم شخص وحيد يبلغ من العمر 65 عاماً فما فوق. وبلغ متوسط حجم الأسرة المعيشية 2.89، أما متوسط حجم العائلات فبلغ 2.17.
بلغ العمر الوسطي للسكان 42 عاماً. وكانت نسبة 20.6% من القاطنين تحت سن الثامنة عشر، وكانت نسبة 9.1% بين الثامنة عشر والأربعة وعشرون عاماً، ونسبة 24.3% كانت واقعةً في الفئة العمرية ما بين الخامسة والعشرون حتى والأربعة وأربعون عاماً، ونسبة 24.5% كانت ما بين الخامسة والأربعون حتى الرابعة والستون، ونسبة 21.6% كانت ضمن فئة الخامسة والستون عاماً فما فوق. يوجد لكل 100 أنثى 84.1 ذكر، ويوجد لكل 100 أنثى في الثامنة عشر من عمرها فما فوق 79.6 ذكر.
بلغ متوسط دخل الأسرة في المدينة 27,388 دولار، أما متوسط دخل العائلة فبلغ 38,708 دولار. وكان متوسط دخل الذكور 30,750 دولار مقابل 22,099 دولار للإناث. وسجل دخل الفرد الخاص بالمدينة 17,923 دولار. وكانت نسبة 13.1% من العائلات ونسبة 18.0% من السكان تحت خط الفقر، وكان من هؤلاء نسبة 23.3% تحت سن الثامنة عشر ونسبة 11.2% في الخامسة والستين من العمر وما فوق.

### تعداد عام 2010
بلغ عدد سكان ويلينغ 28,486 نسمة بحسب تعداد عام 2010، وبلغ عدد الأسر 12,816 أسرة وعدد العائلات 6,949 عائلة مقيمة في المدينة. في حين سجلت الكثافة السكانية 2,065.7 نسمة لكل ميل مربع (797.6/كم2). وبلغ عدد الوحدات السكنية 14,661 وحدة بمتوسط كثافة قدره 1,063.2 لكل ميل مربع (410.5/كم2).
وتوزع التركيب العرقي للمدينة بنسبة 91.2% من البيض و 0.2% من الأمريكيين الأصليين و 0.9% من الأمريكيين ذوي الأصول الآسيوية و 5.1% من الأمريكيين الأفارقة و 2.4% من عرقين مختلطين أو أكثر.
بلغ عدد الأسر 12,816 أسرة كانت نسبة 22.6% منها لديها أطفال تحت سن الثامنة عشر تعيش معهم، وبلغت نسبة الأزواج القاطنين مع بعضهم البعض 37.6% من أصل المجموع الكلي للأسر، ونسبة 12.7% من الأسر كان لديها معيلات من الإناث دون وجود شريك، بينما كانت نسبة 4.0% من الأسر لديها معيلون من الذكور دون وجود شريكة وكانت نسبة 45.8% من غير العائلات. تألفت نسبة 40.4% من أصل جميع الأسر من أفراد ونسبة 17.5% كانوا يعيش معهم شخص وحيد يبلغ من العمر 65 عاماً فما فوق. وبلغ متوسط حجم الأسرة المعيشية 2.84، أما متوسط حجم العائلات فبلغ 2.11.
بلغ العمر الوسطي للسكان 45.2 عاماً. وكانت نسبة 18.5% من القاطنين تحت سن الثامنة عشر، وكانت نسبة 9.4% بين الثامنة عشر والأربعة وعشرون عاماً، ونسبة 21.8% كانت واقعةً في الفئة العمرية ما بين الخامسة والعشرون حتى والأربعة وأربعون عاماً، ونسبة 29.8% كانت ما بين الخامسة والأربعون حتى الرابعة والستون، ونسبة 20.6% كانت ضمن فئة الخامسة والستون عاماً فما فوق. وتوزع التركيب الجنسي للسكان بنسبة 46.9% ذكور و53.1% إناث.